# Orthriophis
Orthriophis es un género de serpientes de la familia Colubridae. Sus especies se distribuyen desde el noreste de la India hasta el extremo oriente de Asia.

## Especies
Se reconocen las siguientes:
- Orthriophis cantoris (Boulenger, 1894)
- Orthriophis hodgsoni (Günther, 1860)
- Orthriophis moellendorffi (Boettger, 1886)
- Orthriophis taeniurus (Cope, 1861)